# Athabasca (rivier)
De Athabasca is een rivier in Alberta, Canada. De bron van de rivier bevindt zich in het nationaal park Jasper in de Rocky Mountains en de uitmonding vindt plaats in het Athabascameer. De lengte van de Athabasca is ongeveer 1230 km. De Athabasca is van bron tot de monding van de Mackenzie in de Beaufortzee zo'n 3403 kilometer lang. Dit maakt haar tot de vijfde langste rivier ter wereld zonder stuwdammen.
De bron van de rivier ligt in nationaal park Jasper op zo’n 1062 meter boven de zeespiegel en na 1500 km mondt de rivier uit in het Athabascameer. Dit meer ligt op 205 meter boven de zeespiegel. Vanaf het meer gaat het verder stroomafwaarts via de Slave naar de MacKenzie. Het water in de rivier stroomt van zuid naar noord en komt uiteindelijk uit in de Beaufortzee.
De rivier heeft een stroomgebied van bijna 160.000 km² en is de op een na grootste rivier in de provincie Alberta. Per jaar stroomt ongeveer 21 km³ water ter hoogte van Fort McMurray. In de winter is de rivier gedurende vijf maanden bevroren. De waterafvoer is dan laag en in de zomer is de hoogste afvoer. In de rivier zijn geen dammen die de waterstroom blokkeren. In het gebied wordt tegenwoordig olie geproduceerd uit teerzanden. Voor de productie is veel water nodig dat uit de rivier wordt gehaald.
De Athabasca was belangrijk voor de handel in pelzen en de aanleg van wegen en spoorwegen in het nog onontgonnen westen van Canada rond de 19e en begin 20e eeuw.